# Cezarina
Cezarina är en kommun i Brasilien.   Den ligger i delstaten Goiás, i den sydöstra delen av landet, 240 km sydväst om huvudstaden Brasília. Antalet invånare är 7 548.
Omgivningarna runt Cezarina är huvudsakligen savann. Runt Cezarina är det mycket glesbefolkat, med 7 invånare per kvadratkilometer.